# Leonhard Srajer
Leonhard Srajer (* 24. Oktober 1987 in Steyr) ist ein österreichischer Schauspieler.

## Leben
Nach privatem Unterricht bei Heinz Zuber und Wolfgang Hübsch absolvierte Srajer seine Schauspielausbildung in Wien. Während dieser Zeit sammelte er Erfahrungen bei Auftritten am Schauspielhaus Wien, Theaterfestivals und Lesungen.
Zu sehen war Srajer unter anderem als Lysander in William Shakespeares Sommernachtstraum, als Titus Feuerfuchs in Der Talisman von Johann Nestroy, als Leonce in Georg Büchners Leonce und Lena, als Oskar in Oskar und die Dame in Rosa oder als Baal in Baal.
Leonhard Srajer ist auch als Drehbuchautor und Sprecher tätig.

## Filmografie (Auswahl)
- 2012 – Grimm’s Snow White (Kinofilm, Regie: Rachel Lee Goldenberg)
- 2016 – Sacre Bleu (Independent, Regie: Christian Varga)[1]
- 2017 – Sheila (Short, Regie: Ivy Chumley)
- 2018 – Loslassen (Kinofilm, Regie: Götz Raimund)
- 2018 – Klavir (Short, Regie: Marlene Mayer)
- 2020 – Vienna Blood – Der verlorene Sohn (ORF, Regie: Robert Dornhelm)
- 2020 – Ringstraßenbarone (ORF, Regie: Harald Staudach)
- 2021 – Aus die Maus (Servus TV, Regie Uli Brée)
- 2021 – Die Habsburger (ORF, Regie Harald Staudach)
- 2023 – SOKO Linz: Einmal um die Welt

## Theater (Auswahl)
- 2018 – Rhinoz!, Theater Scala, Regie: Helena Scheuba[2]
- 2018 – Karl Maybe, Bunker Mödling, Regie: Bruno Max
- 2018 – Troilus und Cressida Theater zum Fürchten, Regie: Bruno Max[3][4]
- 2019 – Olympia, Festspiele Schloss Tillysburg, Regie: Lisa Wildmann[5][6]
- 2019 – Jesus und seine Hawara, Festspiele Schloss Tillysburg, Regie: Nico Büchel[7]
- 2019 – Elektra, Stadttheater Mödling, Regie: Matti Melchinger
- 2021 – Umsonst, (Stadttheater Mödling, Regie: Bruno Max)